# Les Ancizes-Comps
Ancizes-Comps é uma comuna francesa na região administrativa de Auvérnia-Ródano-Alpes, no departamento Puy-de-Dôme. Estende-se por uma área de 21,22 km². Em 2010 a comuna tinha 1 680 habitantes (densidade: 79,2 hab./km²).